# Le Sang-froid de Donald
Série Donald Duck
Pour plus de détails, voir Fiche technique et Distribution.
Le Sang-froid de Donald (Self Control) est un court métrage d'animation américain des studios Disney avec Donald Duck, sorti le 11 février 1938.

## Synopsis
Donald Duck prend des cours de maîtrise de soi. Il entend à la radio un philosophe préconiser de compter jusqu'à dix à chaque fois qu'on ressent de la colère. Donald tente le coup et cela fonctionne. Il s'installe alors dans son hamac. Mais les éléments autour semblent se liguer contre lui. Entre le marteau-piqueur des ouvriers dans la rue, une poule caquetant, un oiseau prenant sa limonade pour une baignoire, la patience du canard est mise à rude épreuve. Le summum arrive avec le pic-vert attaquant le pommier de Donald, dont les pommes tombent alors dans le hamac sous les coups de bec répétés.

## Fiche technique
- Titre original : Self Control
- Titre français : Le Sang-froid de Donald
- Série : Donald Duck
- Réalisation : Jack King
- Scénario : Carl Barks
- Animation : Jack Hannah
- Musique : Oliver Wallace
- Production : Walt Disney
- Société de production : Walt Disney Productions
- Société de distribution : RKO Radio Pictures
- Format : Couleur (Technicolor) - 1,37:1 - Son mono (RCA Sound System)
- Durée : 9 min
- Langue : Anglais
- Pays de production :  États-Unis
- Date de sortie : 
  - États-Unis : 11 février 1938

## Voix originales
- Clarence Nash : Donald Duck
- Florence Gill : La poule

## Voix françaises
- Sylvain Caruso : Donald Duck
- Philippe Dumat : la voix de la radio

## Titre en différentes langues
Source : IMDb
- Suède : Kalle Anka sover middag

## Sorties DVD
- Les Trésors de Walt Disney : Donald de A à Z, 1re partie (1934-1941).